# Doechii
Jaylah Ji'mya Hickmon, dite Doechii, surnommée la « Swamp Princess », née le 14 août 1998, est une rappeuse et autrice-compositrice-interprète américaine originaire de Tampa, en Floride. Connue pour son style éclectique et provocant, elle s'est imposée comme une des figures les plus prometteuses de la scène rap contemporaine. Depuis son ascension avec le titre viral Yucky Blucky Fruitcake en 2020, Doechii se démarque par des sons uniques, des performances artistiques remarquables, et un regard profond sur des thèmes personnels et sociétaux.

## Biographie
Jaylah Ji'mya Hickmon grandit à Tampa, en Floride, où elle naît le 14 août 1998. Elle décrit son éducation comme chrétienne. En 2016, Doechii fréquente le Howard W. Blake High School à Tampa et grandit en faisant du ballet, des claquettes, du théâtre, du cheerleading et de la gymnastique. Elle envisage de devenir chanteuse de chorale professionnelle jusqu'à ce qu'un ami l'encourage à produire et à publier sa musique en ligne en tant qu'artiste indépendante.

## Carrière
Doechii commence à écrire de la poésie et du rap au lycée, et faisait de la musique avant 2014. En 2016, elle publie sa première chanson Girls sur SoundCloud, sous le nom de Iamdoechii. Son premier projet, Coven Music Session, Vol. 1, sort en 2019.
La carrière de Doechii démarre véritablement en 2020 avec la sortie de Yucky Blucky Fruitcake, une chanson au style singulier qui explore des thèmes d'affirmation de soi et d'identité. Le titre devient viral, attirant l'attention d'auditeurs sur les réseaux sociaux et dans l'industrie musicale. Son style unique, combinant humour, profondeur et excentricité, lui permet de se distinguer parmi les artistes émergents.
En mars 2022, Doechii annonce avoir signé sur les labels Capitol et Top Dawg Entertainment (TDE). Elle est la première artiste féminine de rap de ce dernier, où se côtoient plusieurs têtes d'affiches du rap américain comme Kendrick Lamar ou du R&B americain comme SZA. Cette collaboration lui ouvre de nouvelles portes, et elle enchaîne les succès avec des titres comme Persuasive et Crazy, confirmant son potentiel artistique et commercial.
En 2024, elle sort la mixtape Alligator Bites Never Heal. Le disque est acclamé par la critique, et remporte le Grammy Award du meilleur album de rap en février 2025,. Doechii y aborde des thèmes comme la santé mentale, les expériences personnelles et l'autonomie.
En mars 2025, elle est élue femme de l'année 2025 par le magazine Billboard.

## Vie personnelle
Elle réside à Los Angeles, mais a vécu à New York pendant un certain temps avant la pandémie de Covid-19. Doechii est bisexuelle et publie sur YouTube des vlogs sur sa vie quotidienne. Lors d'une interview avec Joe Budden en 2024, elle révèle être récemment devenue sobre après un mode de vie marqué par une forte consommation d'alcool et de drogues.

## Discographie

### Mixtapes
- 2019 : Coven Music Session, Vol. 1
- 2020 : Oh the Places You'll Go
- 2024 : Alligator Bites Never Heal

### EP
- 2021 : Bra-Less
- 2022 She / Her / Black Bitch

### Singles
- 2019 : Spookie Coochie
- 2020 : Yucky Blucky Fruitcake
- 2020 : What's Your Name
- 2022 : Persuasive (remix avec SZA)
- 2022 : Crazy
- 2022 : Bitch I'm Nice
- 2022 : Stressed
- 2023 : What It Is (Block Boy) (feat. Kodak Black)
- 2023 : Universal Swamp Anthem
- 2023 : Booty Drop
- 2023 : Pacer
- 2024 : Alter Ego
- 2024 : MPH
- 2024 : Rocket
- 2024 : Nissan Altima
- 2024 : Boom Bap
- 2024 : CATFISH
- 2024 : Denial is a River
- 2025 : Anxiety

### Apparitions
- 2024 : I'M HIS, HE'S MINE (de Katy Perry)
- 2024 : I Hate Your Ex-Girlfriend (de Banks)
- 2025 : ExtraL (de Kim Jennie)

## Filmographie

### Émissions
- 2025 : RuPaul's Drag Race (saison 17, épisode 2)

## Prix et distinctions
67e cérémonie des Grammy Awards : Grammy de l'album rap de l'année. Elle devient la troisième femme après Lauryn Hill en 1997 et Cardi B en  2019 à remporter ce prix.
Doechii a remporté le titre de Femme de l’année 2025 de Billboard. La cérémonie de remise des prix (Billboard Women in Music Awards) a lieu le 29 mars. Un mois auparavant, la rappeuse avait remporté le Grammy du meilleur album rap, devenant ainsi la troisième femme à gagner dans cette catégorie . 